# Ruddammen, Västergötland
Ruddammen är en sjö i Falköpings kommun i Västergötland och ingår i Göta älvs huvudavrinningsområde.